# Teretrius indus
Teretrius indus är en skalbaggsart som beskrevs av Lewis 1902. Teretrius indus ingår i släktet Teretrius och familjen stumpbaggar. Inga underarter finns listade i Catalogue of Life.